# Hugh Cairns, 1:e earl Cairns
Hugh McCalmont Cairns, 1:e earl Cairns, född 27 december 1819 och död 2 april 1885, var en brittisk domare och politiker.
Cairns föddes och uppfostrades på Irland, och invaldes 1852 i underhuset som konservativ representant för Belfast. Han blev 1852 solicitor-general, 1866 attorney general i Derbys sista ministär, och blev 1868 engelsk lordkansler i Benjamin Disraelis kortvariga regering och samtidigt medlem av överhuset, där han vid Derbys frånfälle 1869 blev det konservativa partiets ledare. 1874-80 fungerade han på nytt som lordkansler i Diraelis ministär. Efter dennes död 1881 väntade Cairns vänner, att han skulle bli det konservativa partiets ledare. Hans vacklande hälsa i förening med andra omständigheter att han avböjde. Cairns adlades som baron Cairns 1868 och upphöjdes till vicomte Garmoyle och earl Cairns 1878.